# Hōrin-ji (Kyoto)
Pour les articles homonymes, voir Hōrin-ji.
Le Hōrin-ji (法輪寺) est un temple bouddhiste shingon situé à Arashiyama, dans la préfecture de Kyoto au Japon. Le préfixe honoraire « sangō » est Chifuku-san (智福山). Le temple aurait été construit par Gyōki en 713 AD et s'appelait à l'origine « Kadonoi-dera » (葛井寺). Il est consacré à Akasagarbha.

## Sources
- Kōjien, 5e édition
- Daijirin, 3e édition